# MLL
La histona-lisina N-metiltransferasa HRX (MLL) és un enzim codificat en humans pel gen MLL.
MLL és una histona metiltransferasa considerada com un regulador global positiu de la transcripció genètica. Aquesta proteïna pertany al grup dels enzims modificadors d'histones i està implicada en el manteniment de les modificacions epigenètiques de la memòria transcripcional i la patogènesis de la leucèmia humana.
MLL també podria participar en la regulació negativa de GAD67 en pacients amb esquizofrènia.

## Interaccions
La proteïna MLL ha demostrat ser capaç d'interaccionar amb:
- HDAC1[4]
- PPP1R15A[5]
- HCFC1[6]
- MEN1[6]
- RBBP5[6]
- ASH2L[6]
- CREBBP[7][8]
- WDR5[6]
- CTBP1[4]
- PPIE[9]